# Victor Horta épületei Brüsszelben

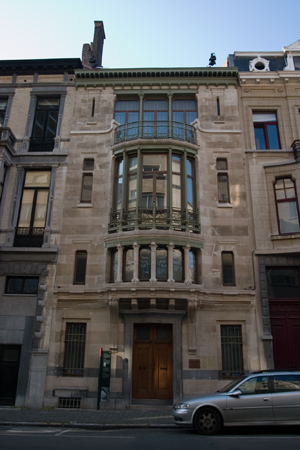
Hôtel Tassel

Victor Horta épületei Brüsszelben mint a korai, 19. század végi szecesszió (Jugendstil) jelentős alkotásai kerültek fel a világörökség listájára 2000-ben. 2013. decemberben a világörökségi helyszínt az UNESCO fokozottan védendő státuszba helyezte.

## Hôtel Tassel
Émile Tassel professzor számára 1892 és 1893 között tervezte és építette. Első fontos munkája. A Tassel-palotán fedezhetők fel az újtérfelfogás első jelei: alaprajzában a belső szintek - minden szempontból forradalmiak. Szakítva a konvencionális emeletekre bontással a nyolcszögű hallból és a lépcsőházból kiinduló terek szervesen kapcsolódnak egymáshoz. Ez a ház volt az első, ahol szerkezeti és dekoratív célokra (például a lépcsőháznál) megjelenik az „ostorszíj"-vonal, körbefon minden felületet, s ez egy új stílus, a szecesszió (Jugendstil) hírnöke, ami majd a következő évtizedben magával ragadja az európai építészeket.
Meghökkentő módon alkalmazta Horta a lépcső alatti támpillért. Több részre osztotta, ami statikailag indokolható, noha valószínűleg inkább esztétikai okokból választotta ezt a megoldást. A tartóelem így beleolvad a kompozíció egészébe. A következő pillérhez vezető ív az elágazásokból nyúlik ki, láthatóvá téve, hogy az oszlopok egymásnak adják át a terhet. Figyelemre méltó a támaszték gondos kidolgozása, a vas és a kő érintkezésének finoman megmunkált találkozása.
Ornamentikájában a kovácsoltvas virágmotívumok klasszikus előképekre vezethetők vissza. Ami itt újszerű, az maga az anyag. A dekoratív elemeknél azonnal szembeötlő, hogy plasztikusan próbálnak igazodni a szerkezethez, és egyszerre szolgálnak alátámasztásra és kiegészítésre. A padlón és falon végigkígyózó csigavonalak a lépcső fenti spirálformáját követik, sőt fokozzák hatását. Az első pillantásra statikusnak látszó korlát is felfelé irányuló mozgást sugall. Meglepő a díszítőelemek gazdag alkalmazása, ám semmiképpen sem tetszik mesterkéltnek. A kevésbé sikerült későbbi utánzatokkal ellentétben, itt minden részlet indokolt és stílusos. Az egésznek az egysége megőrződött, sőt erősödött anélkül, hogy a mű ezt építészetileg megsínylette volna. A hagyomány merész átértékelődésének lehetünk szemtanúi.
A bonyolult belső térrel ellentétben a külső homlokzat fölöttébb egyszerű; a belső áttetszőség csak a középső rész megtört síkjában jelenik meg, ahol a kőbe néhány vaselemet is beépített.

## „Maison du Peuple" (Brüsszeli Népház)
Történeti körülmények: hosszas küzdelem után 1895-ben megalapították a Belga Munkáspártot, a „Parti Ouvrier Belge"-t. Egy évvel később felkelések rendítették meg az országot, melyeket a hadsereg keményen elfojtott. Az események következtében polgári értelmiségiek is támogatni kezdték a pártot, például fiatal ügyvédek és írók, akik később a párt külső és belső arculatának alakításában is szerepet játszottak. Ők is egyetértettek azzal a javaslattal, hogy a brüsszeli Népház, a „Maison de Peuple" tervezésével 1897-ben az akkor még alig ismert Victor Hortát bízzák meg. Az épület szerepe átütő - tiszta és áttekinthető szerkezete teljes mértékben megfelelt a céljának és rendeltetésének. (a párt a belgiumi új művészeti mozgalom másik képviselőjét, van de Veldét korán megbízta grafikai tervek készítésével. A Belga Munkáspárt nemcsak pártolta és ösztönözte az új mozgalmat, hanem maga is nyitott volt a legkülönbözőbb új eszmék előtt. Szoros kapcsolatban állt az irodalmi körökkel is.
 Az épületről:
(Lebontották) Az épület Horta korai brüsszeli főműveként ismert. A falak szinte teljesen eltűntek, az építész köveket is alig használt fel, és az épület a vázszerkezetére redukálódott. Nagy ablakok és keskeny vasprofilok uralnak mindent.
Hortának a belső térben és a külső képben egyaránt maradéktalanul sikerült építészeti felfogását érvényre juttatnia. A szabálytalan alapterületű telek kör alakú térrel volt határos, így az építésznek lehetősége nyílt alapelvének rugalmasságát lendületes körvonalakkal kifejezni. A homlokzat emiatt paravánra emlékeztet, amelynek szárnyai akár más szöget is bezárhattak volna. (A mozgathatóságnak ez a benyomása lett az épület végzete, mert az 1960-as években gátlástalanul lebontották.) Ezúttal tulajdonképpen nem a vas alkalmazása volt szokatlan, hanem annak módja, amely ezúttal semmilyen előképhez sem kapcsolódott. (A Tassel-palota esetében a dekorációhoz tartozott, itt viszont igénytelenül, majdnem közönségesen használták fel.)
A ház szerkezetét semmi sem takarta el.Csupán a középső oszlopok könnyed hajlatai enyhítettek valamelyest puritánságán. Az eredmény nem nevezhető szépnek, de kíméletlenül őszinte: semmivel sem próbálja leplezni gyárra utaló külsejét.

## Hôtel Solvay
Horta 1895 és 1898 között tervezte és építette a gazdag gyáros, Solvay részére ezt a városi palotát az előkelő Avenue de Louise-en. Ezúttal is egy keskeny telken kellett építkeznie, de valamivel több tér állt a rendelkezésére, mint egyébként. A palota homlokzata a „Grand Bazar Anspach" egyes megoldásait előlegezi, az egyes szintek felfelé irányuló mozgása nemcsak építészi, hanem szobrászi gondolkodást is sejtet. Bent függőleges és vízszintes fények kapcsolódnak egymásba. Szinte az egész emelet üvegfalakból és ablakokból áll, amelyeknek egy része is tolható. Egyetlen pillantással felmérhető az egész emelet. A merészséggel csak az ünnepélyesség vetekedhet, mert Horta még ezt is fokozni tudta, amikor ugyanis az ismét szabadon hagyott vaselemekhez drága fa és márványt társított. Horta ezzel alighanem minden számára rendelkezésre álló építészi lehetőséget kimerített.

## Hôtel van Eetvelde
A van Eetvelde-palotán Hortának a belső tér kialakítását teljes mértékben sikerült egyetlen eszmének alárendelnie. Ismét keskeny telekterületen levő alaprajzon, a homlokzat jobb oldalán lévő külső bejárati ajtónál kezdődik a kígyózó mozgás, amely a folyosón keresztül átlósan végighalad a földszinten, s a bal oldali fal előtt fölfelé emelkedő körben folytatódik - aminek átmérője a ház szélességével azonos. Fölfelé haladva a megvilágítás is fokozatosan növekszik. Néhány lépcső vezet fel egy pihenőhöz, ahonnan egyik irányban nyolcszögű terembe lehet belépni, a másik oldalon pedig egykor folyosó vezetett abba a szomszéd házba, amelyet korábban szintén Horta épített. A feljárat folytatódik, és a spirál mentén az oldalfaltól a ház hosszanti tengelyének irányában vezet fel az emeletre. Innen lehet belépni a hátrafelé nyíló nagy nappaliba, valamint néhány kisebb helyiségbe. A látogató azonban szinte kényszerítve érzi magát, hogy még feljebb haladjon, és a kört bezárja. A fenti megvilágítástól ragyogó, nyitott, kör alakú termet megkerülve, a ház elülső oldalához érkezik, ahol az épület teljes szélességében elnyúló széles terem fogadja. Innen üvegerkély nyúlik be a belső középpontig. Ez az egész épületet uraló mozgás csúcspontja és célja.
Kevés építészeti példa akad, ahol ilyen ötletesen kapcsolódnak egymásba az emeletek, s ahol ilyen áttekinthető az épület belső térrendszere. A fő indok talán az volt, hogy félúton meg kellett teremteni az összeköttetést a szomszédos házzal (az átjáró ma már nincs, megszüntették). Bár erre egy szabályos alapterület is alkalmas lett volna. A kör alakú, spirál formájú mozgás által bekerített tér zseniális ötlete eredeti ugyan, mégis a szecesszió egyik kedvenc motívumát dolgozza fel, a vázák körül kígyózó növényt vagy emberi testet.
Nem meglepő, hogy a van Eetvelde-palota központi helyisége üvegből és vasból szerkesztett, áttört ötvösmunka. A homlokzat hasonlóan indázó formái feltűnő ellentétet alkotnak a szomszédos ház tömbszerű kőportáljával.

## Maison and Atelier Horta
1898-ban tervezte. Horta Brüsszelben folytatta pályáját. Amilyen merész építész volt, éppolyan akadémikus is. Sokoldalú képzettsége rendkívül virtuózzá tette, amit egyre nagyobb számban épített pazar városi házai bizonyítanak. Azt folytatta, amit a Tassel-palota belső terében elkezdett. Továbbra is arra törekedett, hogy kisméretű terekben luxust és tágasságot teremtsen. Szerényebb módon ezt saját házában is megvalósította. Ahogy egy lépcső alján a szinte mellékes támasztékot rácsszerkezetté bontja ki, jól mutatja, mire törekedett Már lent a kapuban utal a lépcső tetején várható tetőpontra, ahol üvegtető boltozódik az előcsarnok fölé. Két egymással szemben felakasztott tükör pedig szokatlanul, szinte robbanásszerűen kitágítja a helyiséget. Az indaszerűen elhelyezett lámpák még bonyolultabbá teszik az ügyes varázsjátékot. Az effajta hatásokból még staccato-szerűen hiányzik az összetartó erő.

## L'Innovation
Esetében a kő és acél váltakozik, az üveg ezúttal viszonylag kevés. Ennek az utóbbi épületnek a plaszticitása az érdekes, továbbá az az eleven játék, amellyel a lenti erővonalak felfelé törekszenek, a fentiek pedig előre. Horta szerkezetben és építészeti megjelenésben is zseniálisan mutatta be, hogy miként lehet a terhet elosztani és az építészetileg másodlagos elemekre áthárítani. Az épülettel ismét bebizonyította, hogy az új stílusnak ő a vezető építésze.